# 1986 en Bretagne
 Chronologie de la Bretagne
- 1982
- 1983
- 1984
- 1985
- 1986
- 1987
- 1988
- 1989
- 1990

Cette page recense des événements qui se sont produits durant l'année 1986 en Bretagne.

## Société

### Éducation
- L' Université de Bretagne occidentale  dépasse le nombre symbolique des 10 000 étudiants[1].

### Naissances

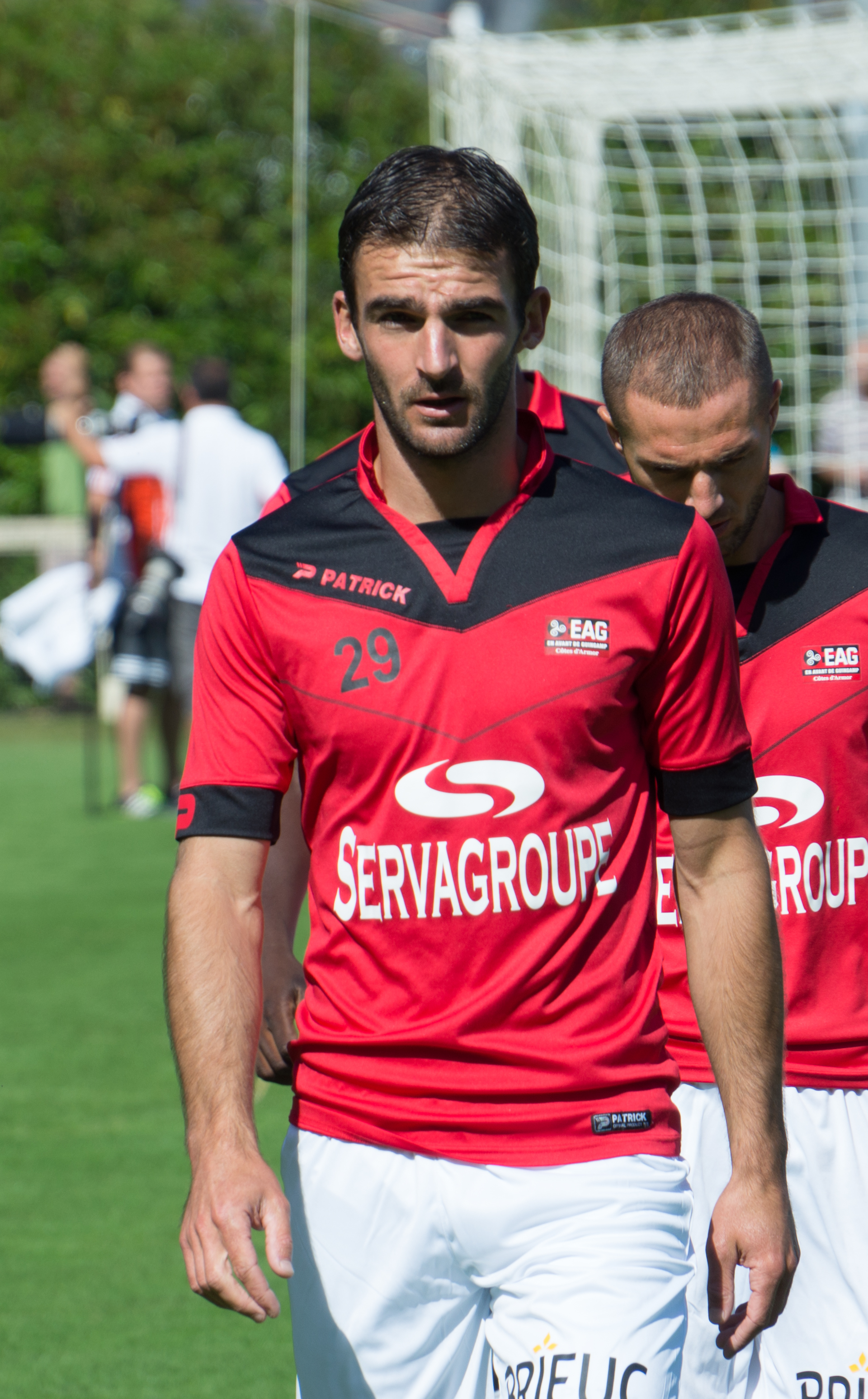
Christophe Kerbrat

- 13 juin à Rennes : Adrien Allain, joueur de poker professionnel français. Plus connu sous le pseudo de « zlatan35 » sur internet[2].

- 2 août à Brest : Christophe Kerbrat, footballeur français. Il évolue à l'En Avant de Guingamp au poste de défenseur central.

### Décès
- 22 février : Jacques Pâris de Bollardière, né le à Châteaubriant et mort à Guidel, officier général de l’armée française, combattant de la Seconde Guerre mondiale, de la guerre d'Indochine et de la guerre d'Algérie. C'est également une des figures de la non-violence en France[3].

## Politique

### Élections régionalesdu16 mars
- Yvon Bourges est élu président du conseil régional.